# Maroko Francuskie
Maroko Francuskie (arab. حماية فرنسا في المغرب, fr. Protectorat français du Maroc) – dawny protektorat francuski w Afryce Północnej. Na mocy traktatu z Fezu w 1912 Francja objęła protektoratem Maroko. Od północy i południa Maroko Francuskie ograniczały terytoria marokańskie pod protektoratem hiszpańskim. Stolicą był Rabat.
W 1956 roku Francuzi wycofali się z południowej części Maroka, Hiszpania przekazała Maroku swoje terytorium, zachowując jednak Ceutę, Melillę, Sidi Ifni i region Tarfaja. Szybko wybuchły walki z Marokiem o te terytoria. W 1958 Hiszpanie wycofali się z Tarfai, zaś w 1969 z Sidi Ifni. Ceuta i Melilla nadal należą do Hiszpanii.